# Bumçay
Bumçay är ett vattendrag i Azerbajdzjan.   Det ligger i distriktet Qəbələ, i den centrala delen av landet, 190 km väster om huvudstaden Baku.
Trakten runt Bumçay består till största delen av jordbruksmark. Runt Bumçay är det ganska tätbefolkat, med 58 invånare per kvadratkilometer.